# Evoluzione del collegio cardinalizio durante il pontificato di Gregorio XVI
Di seguito è riportata l'evoluzione del collegio cardinalizio durante il pontificato di Gregorio XVI (2 febbraio 1831 – 1º giugno 1846) e la successiva sede vacante (1º giugno – 16 giugno 1846).

## Evoluzione in sintesi
Dopo l'elezione del cardinale Bartolomeo Alberto (in religione Mauro) Cappellari, che prese il nome di Gregorio XVI, il collegio dei cardinali era costituito da 53 porporati.

Gregorio XVI ha creato 75 cardinali in 24 concistori.

Durante il suo pontificato sono deceduti 65 cardinali ed 1 si è dimesso.
| Data                                 | Avvenimento                                                                              | Totale |
| ------------------------------------ | ---------------------------------------------------------------------------------------- | ------ |
| 2 febbraio 1831                      | Elezione del cardinale Bartolomeo Alberto (in religione Mauro) Cappellari (Gregorio XVI) | 53     |
| dal 25 febbraio 1831 al 4 marzo 1846 | Cardinali creati                                                                         | +75    |
| dal 25 febbraio 1831 al 4 marzo 1846 | Cardinali deceduti                                                                       | -65    |
| dal 25 febbraio 1831 al 4 marzo 1846 | Cardinali dimessi                                                                        | -1     |
| 1º giugno 1846                       | Morte di papa Gregorio XVI                                                               | 62     |
| 20 febbraio 1878                     | Elezione del cardinale Giovanni Maria Mastai Ferretti (Pio IX)                           | 61     |

## Composizione per paese d'origine
Fra il conclave del 1830-1831 ed il conclave del 1846 la composizione del collegio per paese d'origine dei cardinali cambiò leggermente: i porporati italiani, per la maggior parte provenienti dallo Stato Pontificio, salirono dal 74% all'85%, mentre parallelamente si registrò una leggera diminuzione dei cardinali originari di altri Paesi europei.
| Paese                                  | 1830-31 | 1846 |
| -------------------------------------- | ------- | ---- |
| Regno Lombardo-Veneto                  | 4       | 6    |
| Regno delle Due Sicilie                | 4       | 6    |
| Ducato di Parma, Piacenza e Guastalla  | 2       | 0    |
| Ducato di Modena e Reggio              | 1       | 0    |
| Granducato di Toscana                  | 0       | 3    |
| Regno di Sardegna                      | 5       | 7    |
| Stato Pontificio                       | 24      | 31   |
| Totale Italia                          | 40      | 53   |
| Impero austriaco                       | 2       | 2    |
| Regno d'Ungheria                       | 1       | 0    |
| Regno del Belgio                       | 0       | 1    |
| Regno di Francia                       | 5       | 3    |
| Regno del Portogallo                   | 1       | 1    |
| Colonia di Malta                       | 1       | 0    |
| Regno Unito di Gran Bretagna e Irlanda | 1       | 1    |
| Regno di Spagna                        | 3       | 1    |
| Totale resto Europa                    | 14      | 9    |
| Totale                                 | 54      | 62   |

## Composizione per concistoro
Durante il suo breve pontificato, Pio VIII creò un numero piuttosto esiguo di porporati (appena 6, di cui uno deceduto prima di lui), avendo come conseguenza che, nel conclave successivo alla sua morte, il sacro collegio fosse composto quasi esclusivamente da cardinali creati dai suoi predecessori, in egual misura da Pio VII (25 cardinali) e Leone XII (24 cardinali). Al contrario, la durata medio-lunga del pontificato di Gregorio XVI fece sì che, al conclave del 1846, i porporati creati da lui rappresentassero ben l'85% del totale, mentre i restanti erano stati creati da Pio VII (2 cardinali) e Leone XII (7 cardinali); nessun cardinale nominato da Pio VIII sopravvisse dopo il 1837.
| Concistoro             | 1830-31 | 1846 |
| ---------------------- | ------- | ---- |
| Febbraio 1801          | 4       |      |
| Gennaio 1803           | 1       |      |
| Luglio 1803            | 1       |      |
| Marzo 1804             | 1       | 1    |
| Marzo 1816             | 7       |      |
| Ottobre 1817           | 1       |      |
| Giugno 1819            | 1       |      |
| Settembre 1819         | 1       |      |
| Marzo 1823             | 8       | 1    |
| Creati da Pio VII      | 25      | 2    |
| Maggio 1824            | 2       |      |
| Settembre 1824         | 3       | 1    |
| Dicembre 1824          | 2       | 1    |
| Marzo 1825             | 2       |      |
| Marzo 1826             | 2       | 1    |
| Ottobre 1826           | 9       | 4    |
| Giugno 1827            | 2       |      |
| Dicembre 1828          | 2       |      |
| Creati da Leone XII    | 24      | 7    |
| Luglio 1829            | 1       |      |
| Marzo 1830             | 3       |      |
| Luglio 1830            | 1       |      |
| Creati da Pio VIII     | 5       | 0    |
| Settembre 1831         |         | 5    |
| Luglio 1832            |         | 1    |
| Aprile 1833            |         | 1    |
| Luglio 1833            |         | 1    |
| Gennaio 1834           |         | 1    |
| Giugno 1834            |         | 4    |
| Aprile 1835            |         | 2    |
| Febbraio 1836          |         | 1    |
| Maggio 1837            |         | 2    |
| Febbraio 1838          |         | 7    |
| Settembre 1838         |         | 1    |
| Novembre 1838          |         | 1    |
| Luglio 1839            |         | 1    |
| Settembre 1839         |         | 1    |
| Dicembre 1839          |         | 4    |
| Dicembre 1840          |         | 1    |
| Marzo 1841             |         | 1    |
| Luglio 1841            |         | 1    |
| Gennaio 1842           |         | 4    |
| Gennaio 1843           |         | 3    |
| Giugno 1843            |         | 1    |
| Gennaio 1844           |         | 3    |
| Luglio 1844            |         | 3    |
| Gennaio 1846           |         | 3    |
| Creati da Gregorio XVI |         | 53   |
| Totale                 | 54      | 62   |

## Elenco degli avvenimenti
| Data              | Avvenimento                                                                                                  | Paese                                  | Cardinali |
| ----------------- | --- | -------------------------------------- | --------- |
| 2 febbraio 1831   | Elezione papale del cardinale Bartolomeo Alberto (in religione Mauro) Cappellari con il nome di Gregorio XVI | Stato Pontificio                       | 53        |
| 25 febbraio 1831  | Morte del cardinale Belisario Cristaldi                                                                      | Stato Pontificio                       | 52        |
| 24 luglio 1831    | Morte del cardinale Rudolph Johann von Habsburg-Lothringen                                                   | Impero austriaco                       | 51        |
| 13 settembre 1831 | Morte del cardinale Alexander Rudnay Divékújfalusi                                                           | Regno d'Ungheria                       | 50        |
| 30 settembre 1831 | Concistoro per la creazione di 2 cardinali e di 10 in pectore:                                               | Stato Pontificio                       | 52        |
| 30 settembre 1831 | Luigi Lambruschini                                                                                           | Regno di Sardegna                      | 52        |
| 30 settembre 1831 | Giuseppe Sala                                                                                                | Stato Pontificio                       | 52        |
| 2 dicembre 1831   | Morte del cardinale Ignazio Nasalli-Ratti                                                                    | Ducato di Parma, Piacenza e Guastalla  | 51        |
| 30 dicembre 1831  | Morte del cardinale Teresio Ferrero della Marmora                                                            | Regno di Sardegna                      | 50        |
| 29 gennaio 1832   | Morte del cardinale Bonaventura Gazola                                                                       | Ducato di Parma, Piacenza e Guastalla  | 49        |
| 4 febbraio 1832   | Morte del cardinale Raffaele Mazzio                                                                          | Stato Pontificio                       | 48        |
| 5 febbraio 1832   | Morte del cardinale Cesare Guerrieri Gonzaga                                                                 | Regno Lombardo-Veneto                  | 47        |
| 2 luglio 1832     | Concistoro per la creazione di 2 cardinali e pubblicazione di 7 in pectore:                                  | Stato Pontificio                       | 56        |
| 2 luglio 1832     | Alessandro Giustiniani                                                                                       | Regno di Sardegna                      | 56        |
| 2 luglio 1832     | Francesco Tiberi                                                                                             | Stato Pontificio                       | 56        |
| 2 luglio 1832     | Ugo Pietro Spinola                                                                                           | Regno di Sardegna                      | 56        |
| 2 luglio 1832     | Benedetto Cappelletti                                                                                        | Stato Pontificio                       | 56        |
| 2 luglio 1832     | Luigi Del Drago                                                                                              | Stato Pontificio                       | 56        |
| 2 luglio 1832     | Francesco Maria Pandolfi Alberici                                                                            | Stato Pontificio                       | 56        |
| 2 luglio 1832     | Ludovico Gazzoli                                                                                             | Stato Pontificio                       | 56        |
| 2 luglio 1832     | Giuseppe Maria Velzi                                                                                         | Regno Lombardo-Veneto                  | 56        |
| 2 luglio 1832     | Mario Mattei                                                                                                 | Stato Pontificio                       | 56        |
| 6 ottobre 1832    | Morte del cardinale Benedetto Naro                                                                           | Stato Pontificio                       | 55        |
| 17 novembre 1832  | Morte del cardinale Luigi Ruffo Scilla                                                                       | Regno delle Due Sicilie                | 54        |
| 3 febbraio 1833   | Morte del cardinale Tommaso Arezzo                                                                           | Regno delle Due Sicilie                | 53        |
| 8 febbraio 1833   | Morte del cardinale Louis-François-Auguste de Rohan-Chabot                                                   | Regno di Francia                       | 52        |
| 15 aprile 1833    | Concistoro per la creazione di 2 cardinali e pubblicazione di 1 in pectore:                                  | Stato Pontificio                       | 55        |
| 15 aprile 1833    | Francesco Serra-Cassano                                                                                      | Regno delle Due Sicilie                | 55        |
| 15 aprile 1833    | Lorenzo Girolamo Mattei                                                                                      | Stato Pontificio                       | 55        |
| 15 aprile 1833    | Castruccio Castracane degli Antelminelli                                                                     | Stato Pontificio                       | 55        |
| 24 luglio 1833    | Morte del cardinale Lorenzo Girolamo Mattei                                                                  | Stato Pontificio                       | 54        |
| 29 luglio 1833    | Concistoro per la creazione di 2 cardinali:                                                                  | Stato Pontificio                       | 56        |
| 29 luglio 1833    | Jacopo Monico                                                                                                | Regno Lombardo-Veneto                  | 56        |
| 29 luglio 1833    | Filippo Giudice Caracciolo                                                                                   | Regno delle Due Sicilie                | 56        |
| 15 settembre 1833 | Morte del cardinale Giovanni Caccia Piatti                                                                   | Regno di Sardegna                      | 55        |
| 20 gennaio 1834   | Concistoro per la creazione di 2 cardinali:                                                                  | Stato Pontificio                       | 57        |
| 20 gennaio 1834   | Giacomo Luigi Brignole                                                                                       | Regno di Sardegna                      | 57        |
| 20 gennaio 1834   | Nicola Grimaldi                                                                                              | Stato Pontificio                       | 57        |
| 24 febbraio 1834  | Morte del cardinale Pietro Caprano                                                                           | Stato Pontificio                       | 56        |
| 15 maggio 1834    | Morte del cardinale Benedetto Cappelletti                                                                    | Stato Pontificio                       | 55        |
| 23 giugno 1834    | Concistoro per la creazione di 3 cardinali, 6 in pectore e pubblicazione di 1 in pectore:                    | Stato Pontificio                       | 59        |
| 23 giugno 1834    | Francesco Canali                                                                                             | Stato Pontificio                       | 59        |
| 23 giugno 1834    | Gaetano Trigona e Parisi                                                                                     | Regno delle Due Sicilie                | 59        |
| 23 giugno 1834    | Luigi Bottiglia Savoulx                                                                                      | Regno di Sardegna                      | 59        |
| 23 giugno 1834    | Paolo Polidori                                                                                               | Stato Pontificio                       | 59        |
| 8 luglio 1834     | Morte del cardinale Antonio Maria Frosini                                                                    | Ducato di Modena e Reggio              | 58        |
| 19 luglio 1834    | Morte del cardinale Antonio Pallotta                                                                         | Stato Pontificio                       | 57        |
| 29 ottobre 1834   | Morte del cardinale Giacinto Placido Zurla                                                                   | Regno Lombardo-Veneto                  | 56        |
| 3 dicembre 1834   | Morte del cardinale Giuseppe Albani                                                                          | Stato Pontificio                       | 55        |
| 6 aprile 1835     | Concistoro per la creazione di 1 cardinale, 1 in pectore e pubblicazione di 3 in pectore:                    | Stato Pontificio                       | 59        |
| 6 aprile 1835     | Giuseppe della Porta Rodiani                                                                                 | Stato Pontificio                       | 59        |
| 6 aprile 1835     | Giuseppe Alberghini                                                                                          | Stato Pontificio                       | 59        |
| 6 aprile 1835     | Alessandro Spada                                                                                             | Stato Pontificio                       | 59        |
| 6 aprile 1835     | Placido Maria Tadini                                                                                         | Regno di Sardegna                      | 59        |
| 11 aprile 1835    | Morte del cardinale Francesco Canali                                                                         | Stato Pontificio                       | 58        |
| 3 giugno 1835     | Morte del cardinale Francesco Maria Pandolfi Alberici                                                        | Stato Pontificio                       | 57        |
| 30 gennaio 1836   | Morte del cardinale Pedro Inguanzo Rivero                                                                    | Regno di Spagna                        | 56        |
| 1º febbraio 1836  | Concistoro per la creazione di 2 cardinali:                                                                  | Stato Pontificio                       | 58        |
| 1º febbraio 1836  | Jean Lefebvre de Cheverus                                                                                    | Regno di Francia                       | 58        |
| 1º febbraio 1836  | Gabriele della Genga Sermattei                                                                               | Stato Pontificio                       | 58        |
| 11 luglio 1836    | Concistoro per la pubblicazione di 3 cardinali in pectore:                                                   | Stato Pontificio                       | 61        |
| 11 luglio 1836    | Pietro Ostini                                                                                                | Stato Pontificio                       | 61        |
| 11 luglio 1836    | Luigi Frezza                                                                                                 | Stato Pontificio                       | 61        |
| 11 luglio 1836    | Costantino Patrizi Naro                                                                                      | Granducato di Toscana                  | 61        |
| 19 luglio 1836    | Morte del cardinale Jean Lefebvre de Cheverus                                                                | Regno di Francia                       | 60        |
| 14 settembre 1836 | Morte del cardinale Luigi Bottiglia Savoulx                                                                  | Regno di Sardegna                      | 59        |
| 23 novembre 1836  | Morte del cardinale Giuseppe Maria Velzi                                                                     | Regno Lombardo-Veneto                  | 58        |
| 10 aprile 1837    | Morte del cardinale Thomas Weld                                                                              | Regno Unito di Gran Bretagna e Irlanda | 57        |
| 19 maggio 1837    | Concistoro per la creazione di 1 cardinale e di 1 in pectore:                                                | Stato Pontificio                       | 58        |
| 19 maggio 1837    | Luigi Amat di San Filippo e Sorso                                                                            | Regno di Sardegna                      | 58        |
| 18 giugno 1837    | Morte del cardinale Pietro Francesco Galleffi                                                                | Stato Pontificio                       | 57        |
| 5 luglio 1837     | Morte del cardinale Gaetano Trigona e Parisi                                                                 | Regno delle Due Sicilie                | 56        |
| 12 settembre 1837 | Morte del cardinale Cesare Brancadoro                                                                        | Stato Pontificio                       | 55        |
| 14 ottobre 1837   | Morte del cardinale Luigi Frezza                                                                             | Stato Pontificio                       | 54        |
| 9 novembre 1837   | Morte del cardinale Domenico De Simone                                                                       | Stato Pontificio                       | 53        |
| 16 novembre 1837  | Morte del cardinale Giorgio Doria Pamphilj Landi                                                             | Stato Pontificio                       | 52        |
| 5 dicembre 1837   | Morte del cardinale Cesare Nembrini Pironi Gonzaga                                                           | Stato Pontificio                       | 51        |
| 12 febbraio 1838  | Concistoro per la creazione di 5 cardinali, 3 in pectore e pubblicazione di 1 in pectore:                    | Stato Pontificio                       | 57        |
| 12 febbraio 1838  | Angelo Mai                                                                                                   | Regno Lombardo-Veneto                  | 57        |
| 12 febbraio 1838  | Chiarissimo Falconieri Mellini                                                                               | Stato Pontificio                       | 57        |
| 12 febbraio 1838  | Antonio Francesco Orioli                                                                                     | Stato Pontificio                       | 57        |
| 12 febbraio 1838  | Giuseppe Gasparo Mezzofanti                                                                                  | Stato Pontificio                       | 57        |
| 12 febbraio 1838  | Giuseppe Ugolini                                                                                             | Stato Pontificio                       | 57        |
| 12 febbraio 1838  | Luigi Ciacchi                                                                                                | Stato Pontificio                       | 57        |
| 13 settembre 1838 | Concistoro per la creazione di 1 cardinale, 1 in pectore e pubblicazione di 1 in pectore:                    | Stato Pontificio                       | 59        |
| 13 settembre 1838 | Adriano Fieschi                                                                                              | Regno di Sardegna                      | 59        |
| 13 settembre 1838 | Engelbert Sterckx                                                                                            | Regno del Belgio                       | 59        |
| 14 novembre 1838  | Morte del cardinale Giovanni Antonio Benvenuti                                                               | Stato Pontificio                       | 58        |
| 30 novembre 1838  | Concistoro per la creazione di 1 cardinale in pectore                                                        | Stato Pontificio                       | 57        |
| 30 novembre 1838  | Dimissioni del cardinale Carlo Odescalchi                                                                    | Stato Pontificio                       | 57        |
| 18 febbraio 1839  | Concistoro per la creazione di 1 cardinale in pectore e pubblicazione di 2 in pectore:                       | Stato Pontificio                       | 59        |
| 18 febbraio 1839  | Giovanni Soglia Ceroni                                                                                       | Stato Pontificio                       | 59        |
| 18 febbraio 1839  | Antonio Tosti                                                                                                | Stato Pontificio                       | 59        |
| 13 maggio 1839    | Morte del cardinale Joseph Fesch                                                                             | Regno di Francia                       | 58        |
| 23 giugno 1839    | Morte del cardinale Giuseppe Sala                                                                            | Stato Pontificio                       | 57        |
| 8 luglio 1839     | Concistoro per la creazione di 1 cardinale e pubblicazione di 3 in pectore:                                  | Stato Pontificio                       | 61        |
| 8 luglio 1839     | Ambrogio Bianchi                                                                                             | Regno Lombardo-Veneto                  | 61        |
| 8 luglio 1839     | Filippo de Angelis                                                                                           | Stato Pontificio                       | 61        |
| 8 luglio 1839     | Gabriele Ferretti                                                                                            | Stato Pontificio                       | 61        |
| 8 luglio 1839     | Ferdinando Maria Pignatelli                                                                                  | Regno delle Due Sicilie                | 61        |
| 7 ottobre 1839    | Morte del cardinale Joachim-Jean-Xavier d'Isoard                                                             | Regno di Francia                       | 60        |
| 28 ottobre 1839   | Morte del cardinale Francesco Tiberi                                                                         | Stato Pontificio                       | 59        |
| 7 novembre 1839   | Morte del cardinale Emmanuele De Gregorio                                                                    | Regno delle Due Sicilie                | 58        |
| 1º dicembre 1839  | Morte del cardinale Jean-Baptiste de Latil                                                                   | Regno di Francia                       | 57        |
| 23 dicembre 1839  | Concistoro per la creazione di 1 cardinale e di 3 in pectore:                                                | Stato Pontificio                       | 58        |
| 23 dicembre 1839  | Hugues de La Tour d'Auvergne-Lauraguais                                                                      | Regno di Francia                       | 58        |
| 3 gennaio 1840    | Morte del cardinale Patrício da Silva                                                                        | Regno del Portogallo                   | 57        |
| 22 luglio 1840    | Morte del cardinale Ercole Dandini                                                                           | Stato Pontificio                       | 56        |
| 18 novembre 1840  | Morte del cardinale Giovanni Francesco Falzacappa                                                            | Stato Pontificio                       | 55        |
| 14 dicembre 1840  | Concistoro per la creazione di 2 cardinali in pectore e pubblicazione di 2 in pectore:                       | Stato Pontificio                       | 57        |
| 14 dicembre 1840  | Gaspare Bernardo Pianetti                                                                                    | Stato Pontificio                       | 57        |
| 14 dicembre 1840  | Giovanni Maria Mastai Ferretti (futuro papa Pio IX)                                                          | Stato Pontificio                       | 57        |
| 1º marzo 1841     | Concistoro per la creazione di 1 cardinale:                                                                  | Stato Pontificio                       | 58        |
| 1º marzo 1841     | Louis-Jacques-Maurice de Bonald                                                                              | Regno di Francia                       | 58        |
| 16 marzo 1841     | Morte del cardinale Juan Francisco Marco y Catalán                                                           | Regno di Spagna                        | 57        |
| 25 aprile 1841    | Morte del cardinale Antonio Domenico Gamberini                                                               | Stato Pontificio                       | 56        |
| 12 luglio 1841    | Concistoro per la creazione di 2 cardinali in pectore e pubblicazione di 1 cardinale in pectore:             | Stato Pontificio                       | 57        |
| 12 luglio 1841    | Silvestro Belli                                                                                              | Stato Pontificio                       | 57        |
| 18 dicembre 1841  | Morte del cardinale Giuseppe della Porta Rodiani                                                             | Stato Pontificio                       | 56        |
| 24 gennaio 1842   | Concistoro per la creazione di 2 cardinali e pubblicazione di 3 in pectore:                                  | Stato Pontificio                       | 61        |
| 24 gennaio 1842   | Francesco Saverio Massimo                                                                                    | Stato Pontificio                       | 61        |
| 24 gennaio 1842   | Charles Januarius Acton                                                                                      | Regno Unito di Gran Bretagna e Irlanda | 61        |
| 24 gennaio 1842   | Luigi Vannicelli Casoni                                                                                      | Stato Pontificio                       | 61        |
| 24 gennaio 1842   | Friedrich Johann Joseph Cölestin von Schwarzenberg                                                           | Impero austriaco                       | 61        |
| 24 gennaio 1842   | Cosimo Corsi                                                                                                 | Granducato di Toscana                  | 61        |
| 22 marzo 1842     | Morte del cardinale Giuseppe Morozzo Della Rocca                                                             | Regno di Sardegna                      | 60        |
| 7 novembre 1842   | Morte del cardinale Agostino Rivarola                                                                        | Regno di Sardegna                      | 59        |
| 27 gennaio 1843   | Concistoro per la creazione di 4 cardinali:                                                                  | Stato Pontificio                       | 63        |
| 27 gennaio 1843   | Francesco di Paola Villadicani                                                                               | Regno delle Due Sicilie                | 63        |
| 27 gennaio 1843   | Ignazio Giovanni Cadolini                                                                                    | Regno Lombardo-Veneto                  | 63        |
| 27 gennaio 1843   | Paolo Mangelli Orsi                                                                                          | Stato Pontificio                       | 63        |
| 27 gennaio 1843   | Giovanni Serafini                                                                                            | Stato Pontificio                       | 63        |
| 24 febbraio 1843  | Morte del cardinale Giacomo Giustiniani                                                                      | Stato Pontificio                       | 62        |
| 19 giugno 1843    | Concistoro per la creazione di 2 cardinali:                                                                  | Stato Pontificio                       | 64        |
| 19 giugno 1843    | Francisco de São Luiz Saraiva                                                                                | Regno del Portogallo                   | 64        |
| 19 giugno 1843    | Antonio Maria Cadolini                                                                                       | Stato Pontificio                       | 64        |
| 3 agosto 1843     | Morte del cardinale Fabrizio Sceberras Testaferrata                                                          | Colonia di Malta                       | 63        |
| 11 ottobre 1843   | Morte del cardinale Alessandro Giustiniani                                                                   | Regno Lombardo-Veneto                  | 62        |
| 19 novembre 1843  | Morte del cardinale Carlo Maria Pedicini                                                                     | Stato Pontificio                       | 61        |
| 16 dicembre 1843  | Morte del cardinale Alessandro Spada                                                                         | Stato Pontificio                       | 60        |
| 1º gennaio 1844   | Morte del cardinale Gustave-Maximilien-Juste de Croÿ-Solre                                                   | Regno di Francia                       | 59        |
| 22 gennaio 1844   | Concistoro per la creazione di 2 cardinali, 1 in pectore e pubblicazione di 1 in pectore:                    | Stato Pontificio                       | 62        |
| 22 gennaio 1844   | Tommaso Pasquale Gizzi                                                                                       | Stato Pontificio                       | 62        |
| 22 gennaio 1844   | Antonio Maria Cagiano de Azevedo                                                                             | Stato Pontificio                       | 62        |
| 22 gennaio 1844   | Niccola Clarelli Paracciani                                                                                  | Stato Pontificio                       | 62        |
| 29 gennaio 1844   | Morte del cardinale Filippo Giudice Caracciolo                                                               | Regno delle Due Sicilie                | 61        |
| 31 gennaio 1844   | Morte del cardinale Giovanni Battista Bussi                                                                  | Stato Pontificio                       | 60        |
| 19 aprile 1844    | Morte del cardinale Bartolomeo Pacca                                                                         | Stato Pontificio                       | 59        |
| 22 luglio 1844    | Concistoro per la creazione di 1 cardinale e di 4 in pectore:                                                | Stato Pontificio                       | 60        |
| 22 luglio 1844    | Domenico Carafa della Spina di Traetto                                                                       | Regno delle Due Sicilie                | 60        |
| 9 settembre 1844  | Morte del cardinale Silvestro Belli                                                                          | Stato Pontificio                       | 59        |
| 12 gennaio 1845   | Morte del cardinale Nicola Grimaldi                                                                          | Stato Pontificio                       | 58        |
| 18 aprile 1845    | Morte del cardinale Luigi Del Drago                                                                          | Stato Pontificio                       | 57        |
| 21 aprile 1845    | Concistoro per la creazione di 4 cardinali in pectore e pubblicazione di 4 in pectore:                       | Stato Pontificio                       | 61        |
| 21 aprile 1845    | Lodovico Altieri                                                                                             | Stato Pontificio                       | 61        |
| 21 aprile 1845    | Fabio Maria Asquini                                                                                          | Regno Lombardo-Veneto                  | 61        |
| 21 aprile 1845    | Francesco Capaccini                                                                                          | Stato Pontificio                       | 61        |
| 21 aprile 1845    | Giuseppe Antonio Zacchia Rondinini                                                                           | Regno di Sardegna                      | 61        |
| 7 maggio 1845     | Morte del cardinale Francisco de São Luiz Saraiva                                                            | Regno del Portogallo                   | 60        |
| 15 giugno 1845    | Morte del cardinale Francesco Capaccini                                                                      | Stato Pontificio                       | 59        |
| 24 novembre 1845  | Concistoro per la creazione di 1 cardinale in pectore e pubblicazione di 2 in pectore:                       | Stato Pontificio                       | 61        |
| 24 novembre 1845  | Lorenzo Simonetti                                                                                            | Stato Pontificio                       | 61        |
| 24 novembre 1845  | Giacomo Piccolomini                                                                                          | Granducato di Toscana                  | 61        |
| 26 novembre 1845  | Morte del cardinale Giuseppe Antonio Zacchia Rondinini                                                       | Regno Lombardo-Veneto                  | 60        |
| 19 gennaio 1846   | Concistoro per la creazione di 3 cardinali:                                                                  | Stato Pontificio                       | 63        |
| 19 gennaio 1846   | Guilherme Henriques de Carvalho                                                                              | Regno del Portogallo                   | 63        |
| 19 gennaio 1846   | Sisto Riario Sforza                                                                                          | Regno delle Due Sicilie                | 63        |
| 19 gennaio 1846   | Joseph Bernet                                                                                                | Regno di Francia                       | 63        |
| 4 marzo 1846      | Morte del cardinale Paolo Mangelli Orsi                                                                      | Stato Pontificio                       | 62        |
| 1º giugno 1846    | Morte di papa Gregorio XVI                                                                                   | Stato Pontificio                       | 62        |
| 14 giugno 1846    | Apertura del conclave                                                                                        | Stato Pontificio                       | 62        |
| 16 giugno 1846    | Elezione papale del cardinale Giovanni Maria Mastai Ferretti con il nome di Pio IX                           | Stato Pontificio                       | 61        |